# Europapokal der Landesmeister 1985/86
Der Europapokal der Landesmeister 1985/86 war die 31. Auflage des Wettbewerbs. 31 Klubmannschaften nahmen teil, darunter 30 Landesmeister der vorangegangenen Saison und mit Juventus Turin der Titelverteidiger. Albanien meldete keine Mannschaft. Die Vereine aus England waren nach der Katastrophe von Heysel 1985 von der Teilnahme am Wettbewerb ausgeschlossen und der englische Meister der Saison 1984/85 durfte nicht teilnehmen. Das Finale fand am 7. Mai 1986 im Estadio Ramón Sánchez Pizjuán in spanischen Sevilla statt.
Steaua Bukarest war der erste osteuropäische Sieger dieses Wettbewerbs, auch durch eine überragende Leistung seines Torhüters Helmut Duckadam im Finale, der im Elfmeterschießen alle vier Strafstöße des Gegners parierte.

## Modus
Gespielt wurde im Pokalmodus mit Hin- und Rückspielen (bis auf das Finale). Bei Torgleichstand zählte zunächst die größere Zahl der auswärts erzielten Tore; gab es auch hierbei einen Gleichstand, wurde das Rückspiel verlängert und gegebenenfalls sofort anschließend ein Elfmeterschießen zur Entscheidung ausgetragen.

## 1. Runde
Freilos:  RSC Anderlecht
Die Hinspiele fanden am 18. September, die Rückspiele am 2. Oktober 1985 statt.
|                    | Gesamt    |                     | Hinspiel | Rückspiel |
| ------------------ | --------- | ------------------- | -------- | --------- |
| Górnik Zabrze      | 2:6       | FC Bayern München   | 01:2 1   | 1:4       |
| IFK Göteborg       | 5:3       | Trakia Plowdiw      | 3:2      | 2:1       |
| BFC Dynamo         | 1:4       | FK Austria Wien     | 0:2      | 1:2       |
| Girondins Bordeaux | 2:3       | Fenerbahçe Istanbul | 2:3      | 0:0       |
| Sparta Prag        | (a)2:2(a) | FC Barcelona        | 1:2      | 1:0       |
| FC Porto           | 2:0       | Ajax Amsterdam      | 2:0      | 0:0       |
| Jeunesse Esch      | 1:9       | Juventus Turin      | 00:5 2   | 1:4       |
| ÍA Akranes         | 2:7       | FC Aberdeen         | 1:3      | 1:4       |
| Linfield FC        | 3:4       | Servette Genf       | 2:2      | 1:2       |
| Zenit Leningrad    | 4:0       | Vålerenga Oslo      | 2:0      | 2:0       |
| Vejle BK           | 2:5       | Steaua Bukarest     | 1:1      | 1:4       |
| Rabat Ajax FC      | 00:10     | Omonia Nikosia      | 0:5      | 0:5       |
| Kuusysi Lahti      | 4:2       | FK Sarajevo         | 2:1      | 2:1       |
| Honvéd Budapest    | 5:1       | Shamrock Rovers     | 2:0      | 3:1       |
| Hellas Verona      | 5:2       | PAOK Thessaloniki   | 3:1      | 2:1       |

## 2. Runde
Die Hinspiele fanden am 23. Oktober, die Rückspiele am 7. November 1985 statt.
|                   | Gesamt    |                     | Hinspiel | Rückspiel |
| ----------------- | --------- | ------------------- | -------- | --------- |
| Zenit Leningrad   | 3:4       | Kuusysi Lahti       | 2:1      | 1:3 n. V. |
| Honvéd Budapest   | 2:4       | Steaua Bukarest     | 1:0      | 1:4       |
| FC Bayern München | 7:5       | FK Austria Wien     | 4:2      | 3:3       |
| RSC Anderlecht    | 4:1       | Omonia Nikosia      | 1:0      | 3:1       |
| Servette Genf     | 0:1       | FC Aberdeen         | 0:0      | 0:1       |
| IFK Göteborg      | 5:2       | Fenerbahçe Istanbul | 4:0      | 1:2       |
| Hellas Verona     | 0:2       | Juventus Turin      | 0:0      | 0:2       |
| FC Barcelona      | (a)3:3(a) | FC Porto            | 2:0      | 1:3       |

## Viertelfinale
Die Hinspiele fanden am 5., die Rückspiele am 19. März 1986 statt.
|                   | Gesamt    |                | Hinspiel | Rückspiel |
| ----------------- | --------- | -------------- | -------- | --------- |
| FC Aberdeen       | (a)2:2(a) | IFK Göteborg   | 2:2      | 0:0       |
| FC Barcelona      | 2:1       | Juventus Turin | 1:0      | 1:1       |
| FC Bayern München | 2:3       | RSC Anderlecht | 2:1      | 0:2       |
| Steaua Bukarest   | 1:0       | Kuusysi Lahti  | 0:0      | 01:0 3    |

## Halbfinale
Die Hinspiele fanden am 2., die Rückspiele am 16. April 1986 statt.
|                | Gesamt          |                 | Hinspiel | Rückspiel |
| -------------- | --------------- | --------------- | -------- | --------- |
| IFK Göteborg   | 3:3 (4:5 i. E.) | FC Barcelona    | 3:0      | 0:3 n. V. |
| RSC Anderlecht | 1:3             | Steaua Bukarest | 1:0      | 0:3       |

## Finale
| Steaua Bukarest                                        | Steaua Bukarest | FC Barcelona | FC Barcelona |
| ------------------------------------------------------ | --- | --- | ------------ |
| Steaua Bukarest                                        | \| 7. Mai 1986 in Sevilla (Estadio Ramón Sánchez Pizjuán) \| \| Ergebnis: 0:0 n. V., 2:0 i. E. \| \| Zuschauer: 70.000 \| \| Schiedsrichter: Michel Vautrot ( Frankreich) \|                                                                              | \| 7. Mai 1986 in Sevilla (Estadio Ramón Sánchez Pizjuán) \| \| Ergebnis: 0:0 n. V., 2:0 i. E. \| \| Zuschauer: 70.000 \| \| Schiedsrichter: Michel Vautrot ( Frankreich) \|                                                                                   | FC Barcelona |
| Steaua Bukarest                                        | Helmut Duckadam – Miodrag Belodedici – Ștefan Iovan , Adrian Bumbescu, Ilie Bărbulescu – Gavril Balint, Lucian Bălan (72. Anghel Iordănescu), Mihail Majearu, László Bölöni – Marius Lăcătuș, Victor Pițurcă (112. Marin Radu) Cheftrainer: Emerich Jenei | Urruti – José Ramón Alexanko – Gerardo Miranda, Migueli, Julio Alberto – Víctor Muñoz, Ángel Pedraza, Bernd Schuster (84. José Moratalla) – Marcos Alonso Peña, Steve Archibald (111. Pichi Alonso), Francisco Carrasco Cheftrainer: Terry Venables ( England) | FC Barcelona |
| Steaua Bukarest                                        | Elfmeterschießen | | FC Barcelona |
| Steaua Bukarest                                        | Urruti hält gegen Majearu Urruti hält gegen Bölöni 1:0 Marius Lăcătuș 2:0 Gavril Balint | Duckadam hält gegen Alexanko Duckadam hält gegen Pedraza Duckadam hält gegen Pichi Alonso Duckadam hält gegen Marcos Alonso | FC Barcelona |
| Steaua Bukarest                                        | Miodrag Belodedici, Mihail Majearu, Marius Lăcătuș, Adrian Bumbescu | Julio Alberto, Francisco Carrasco | FC Barcelona |
| 7. Mai 1986 in Sevilla (Estadio Ramón Sánchez Pizjuán) | | |              |
| Ergebnis: 0:0 n. V., 2:0 i. E.                         | | |              |
| Zuschauer: 70.000                                      | | |              |
| Schiedsrichter: Michel Vautrot ( Frankreich)           | | |              |

## Beste Torschützen
| Rang | Spieler                  | Klub            | Tore |
| ---- | ------------------------ | --------------- | ---- |
| 1    | Torbjörn Nilsson         | IFK Göteborg    | 7    |
| 2    | Lajos Détári             | Honvéd Budapest | 5    |
|      | Ismo Lius                | Kuusysi Lahti   | 5    |
|      | Aldo Serena              | Juventus Turin  | 5    |
|      | Victor Pițurcă           | Steaua Bukarest | 5    |
| 6    | Andreos Andreou Kantilos | Omonia Nikosia  | 4    |
|      | Preben Elkjær Larsen     | Hellas Verona   | 4    |
|      | Toni Polster             | FK Austria Wien | 4    |